# 나카야마 유타
나카야마 유타(일본어: 中山 雄太, 1997년 2월 16일 ~ )는 일본의 축구 선수로 현재 잉글랜드 EFL 챔피언십의 허더즈필드 타운에서 수비수로 활동하고 있다.

## 구단 경력
그는 2015년 J1리그의 가시와 레이솔에 입단했다. 2019년 PEC 즈볼러로 이적했다. 2022년 허더즈필드 타운 AFC로 이적했다. 2024년 J1리그의 FC 마치다 젤비아로 이적했다.

## 국가대표팀 경력
그는 2017년 FIFA U-20 월드컵에 참가할 일본 U-20 국가대표팀에 발탁되었으며, 4경기에 출전했다.
2019년 코파 아메리카에 참가할 일본 국가대표팀에 발탁되었으며, 6월 17일 칠레와의 경기에서 데뷔했다.
2020년 하계 올림픽에 참가할 일본 U-23 국가대표팀에 발탁되었으며, 6경기에 출전, 4강 진출에 기여했다.
2022년 FIFA 월드컵에서는 선수 명단에는 포함되었으나, 부상으로 출전하지 못했다. 2023년 AFC 아시안컵에도 출전했다.

## 통계
| 일본 | 일본 | 일본 |
| 연도 | 출전 | 득점 |
| ---- | ---- | ---- |
| 2019 | 1    | 0    |
| 2020 | 4    | 0    |
| 2021 | 4    | 0    |
| 2022 | 8    | 0    |
| 2023 | 3    | 0    |
| 2024 | 2    | 0    |
| 통산 | 22   | 0    |

## 수상

### 클럽
가시와 레이솔
- J1리그 : 4위 (2017)
- 천황배 : 4강 (2017)

### 국가대표팀
일본 U-20
- AFC U-20 아시안컵 : 우승 (2016)

### 개인
- J리그 올해의 신인상 : 2017